# Familia Kendeffy
Familia Kendeffy sau Cândea (în română) este o veche familie cnezială a Transilvaniei. Familia poartă titlul ereditar de conte de Malomvíz.
Cel mai vechi membru cunoscut al familiei cneziale din Râu de Mori este Nicolae Cândea, care a trăit în jurul anului 1300. Fiul său Mihail „dictus Kende Malomviz filius Nicolai dictus Kende de Malomviz” (Malomviz este versiunea maghiară a toponimului - Râu de Mori) a fost executat în anul 1356 din porunca lui Andrei Lackfy, voievod al Transilvaniei.

## Vezi și
- Castelul Kendeffy
- Biserica cnezilor Cândea din Suseni
- Curtea nobiliară a Cândeștilor din Râu de Mori